# Rhodella
Genre
Espèces de rang inférieur
- Rhodella violacea

Rhodella est un genre d'algues rouges unicellulaires de la famille des Rhodellaceae, auparavant rangé dans la famille des Porphyridiaceae.

## Liste d'espèces
Deux espèces étaient autrefois classées dans le genre Rhodella mais ont été transférées dans d'autres genres :
- Rhodella reticulata est devenue Dixoniella grisea,
- Rhodella cyanea est devenue Neorhodella cyanea,

et Rhodella maculata est un synonyme taxinomique de Rhodella violacea.
Selon AlgaeBase (6 août 2013) et World Register of Marine Species (6 août 2013) :
- Rhodella violacea (Kornmann) Wehrmeyer, 1971

Selon ITIS (6 août 2013) :
- Rhodella maculata L. Evans

Selon NCBI (6 août 2013) :
- Rhodella maculata
- Rhodella reticulata (remarque : cette espèce est devenue Dixoniella grisea)
- Rhodella violacea